# Ecnomus kososiensis
Ecnomus kososiensis is een schietmot uit de familie Ecnomidae. De soort komt voor in het Palearctisch gebied.